# Divec
Divec är en ort i Tjeckien. Den ligger i den centrala delen av landet, 110 km öster om huvudstaden Prag. Divec ligger 258 meter över havet och antalet invånare är 135.
Terrängen runt Divec är platt.Runt Divec är det ganska glesbefolkat, med 31 invånare per kvadratkilometer. Närmaste större samhälle är Hradec Králové, 7,2 km sydväst om Divec. I omgivningarna runt Divec växer i huvudsak blandskog.